# Sede titolare di Epidaurum
Epidaurum (in latino: Dioecesis Epidauritana in Croatia) è una sede vescovile titolare della Chiesa cattolica.

## Storia
Il titolo fa riferimento all'antica città di Epidauro (oggi Ragusa Vecchia), che fu eretta a sede vescovile nel IV secolo; quando verso il 639 Epidauro fu distrutta dagli Avari, gli abitanti, fra cui il vescovo, trovarono scampo nel castello di Lausio, vicino all'odierna Ragusa.
Dal 2009 Epidauro è annoverata tra le sedi vescovili titolari della Chiesa cattolica con il nome latino di Epidaurum; dal 3 maggio 2010 il vescovo titolare è Mijo Gorski, vescovo ausiliare di Zagabria.

## Cronotassi dei vescovi titolari
- Mijo Gorski, dal 3 maggio 2010